# فرانز فاغنر
فرانز فاغنر (بالألمانية: Franz Wagner)‏ (23 سبتمبر 1911 – 8 ديسمبر 1974) لاعب كرة قدم نمساوي راحل كان يجيد اللعب في خط الوسط .
لعب طوال مسيرته الرياضية في أندية كريكيت فيينا (؟؟؟؟-1931) رابيد فيينا (1931-1943) ماركرسدورف (1944) رابيد فيينا (1944-1949).
مثل منتخب النمسا في 18 مباراة (1933-1936) كما مثل منتخب ألمانيا في 3 مباريات (1938-1942). شارك مع منتخب النمسا في بطولة كأس العالم 1934 في إيطاليا حيث احتل المركز الرابع، ثم ضُم لصفوف الفريق الألماني بعد تجنيسه بالجنسية الألمانية إثر ضم ألمانيا للنمسا عام 1938، وشارك مع منتخب ألمانيا في بطولة كأس العالم 1938 في فرنسا حيث خرج من الدور الأول.
تولى تدريب نادي رابيد فيينا (1956).

## مسيرته الكروية
لعب فرانز فاغنر خلال مسيرته الاحترافية مع نادِ واحدٍ في ستة عشر موسمًا وسجل خلالها هدفًا واحدًا ضمن 221 مباراة. ولم يفز بأي موسم بالكأس وفاز في خمسة مواسم بالدوري.
خاض فرانز فاغنر مسيرته مع نادي رابيد فيينا في موسم 1931–32 ليلعب معه ستة عشر موسمًا، مشاركًا في 221 مباراة سجل خلالها هدفًا واحدًا.

## وصلات خارجية
- فرانز فاغنر على موقع الاتحاد الدولي (مؤرشف)  (الإنجليزية)
- فرانز فاغنر على موقع قاعدة بيانات كرة القدم.إي يو (الإنجليزية)
- فرانز فاغنر على موقع ناشيونال فوتبول تيمز (الإنجليزية)
- فرانز فاغنر على موقع Soccerway.com (الإنجليزية)
- فرانز فاغنر على موقع عالم كرة القدم.نت (الإنجليزية)

- هذا سيرة ذاتية